# Park Narodowy Yanachaga Chemillén
Park Narodowy Yanachaga Chemillén (hiszp. Parque nacional Yanachaga Chemillén) – park narodowy położony w Peru w regionie Pasco (prowincja Oxapampa). Został utworzony 29 sierpnia 1986 roku i zajmuje obszar 1220 km². W 2008 roku został zakwalifikowany przez BirdLife International jako ostoja ptaków IBA, a od 2010 roku stanowi główną część rezerwatu biosfery UNESCO o nazwie „Oxapampa-Ashaninka-Yanesha”.

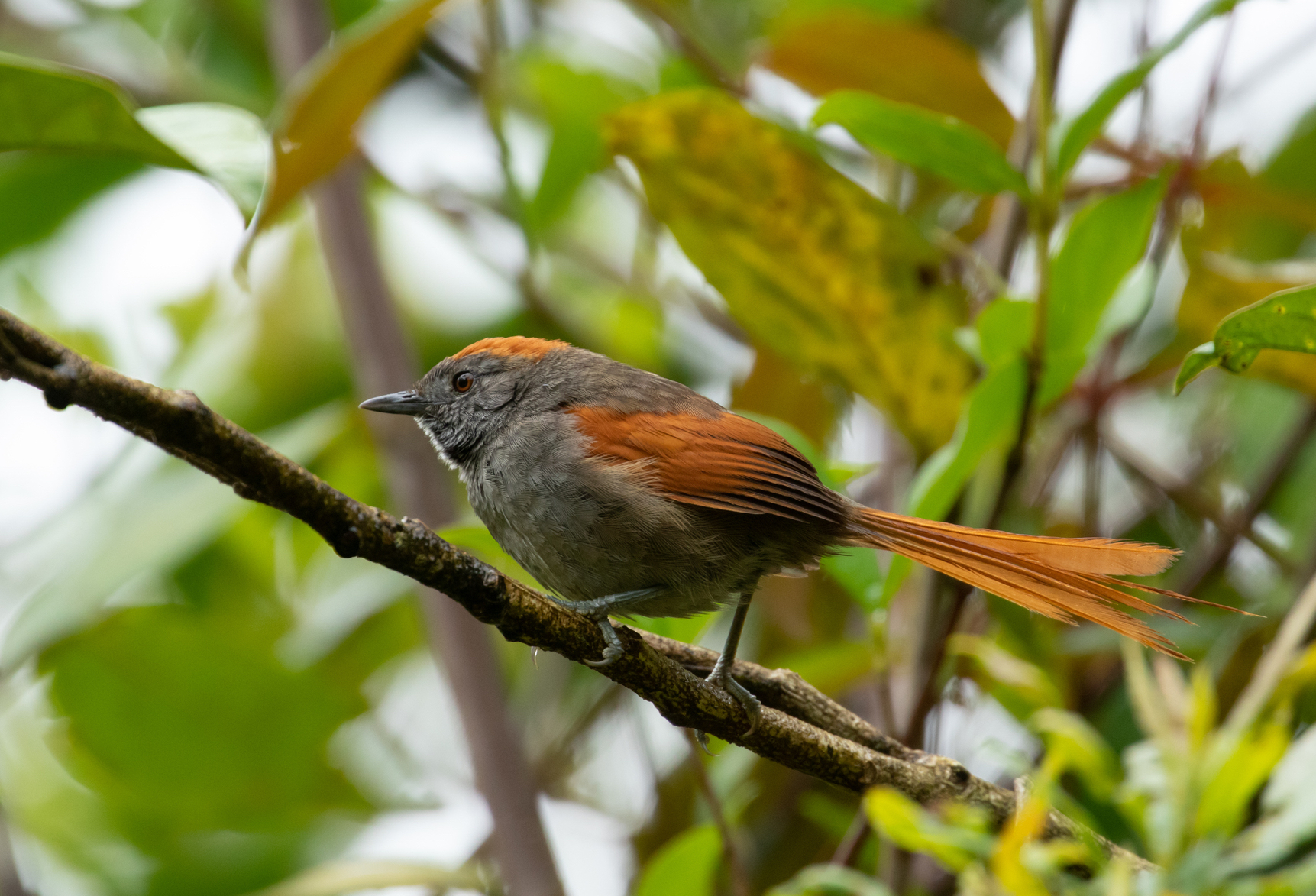
Ogończyk andyjski

## Opis
Park znajduje się na wschodnich zboczach Andów, w dorzeczu Amazonki i obejmuje pasmo górskie Yanachaga na wysokościach od 460 do 3643 m n.p.m. Jest to obszar przejściowy między wysokimi pasmami Andów a Niziną Amazonki co powoduje dużą różnorodność fauny i flory. Niżej położoną część parku pokrywa puszcza amazońska (do 700 m n.p.m.) i tropikalny wilgotny las górski (od 700 do 2000 m n.p.m.). Wyżej występuje las mglisty (od 2000 do 3400 m n.p.m.) i puna (ponad 3400 m n.p.m.). Większą część parku zajmuje dziewiczy las mglisty.
W zależności od wysokości średnia roczna temperatura w parku wynosi od +6 °C (puna) do +26 °C (puszcza amazońska). Opady od 1500 do 6000 mm. Pora deszczowa trwa od listopada do kwietnia.

## Flora i fauna
W parku występuje około 2000 gatunków roślin i ponad 1000 gatunków zwierząt, w tym 80 gatunków ssaków, 527 gatunków ptaków, 31 gatunków ryb i 16 gatunków gadów.
Ssaki tu żyjące to zagrożona wyginięciem (EN) arirania amazońska, narażone na wyginięcie (VU) andoniedźwiedź okularowy, pekari białobrody, tapir amerykański i wełniak brunatny, a także m.in.: jaguar amerykański, puma płowa, jaguarundi amerykański, ocelot wielki, pudu północny, mulak białoogonowy, nibylis andyjski, kapibara wielka, paka nizinna, skunksowiec andyjski, pakarana Branickiego.
Ptaki występujące w parku to narażona na wyginięcie (VU) harpia wielka, a także m.in.: skalikurek andyjski, ogończyk andyjski, piłodziób wspaniały, tukan czarnodzioby, hoacyn, tangarka niebieska, kusacz ciemnogłowy, amazoneczka czarnoskrzydła, syczoń prążkowany, srokaczek płowy, andotukan niebieski, smukłodziobek andyjski, kopciuch rdzawoskrzydły.
Gady to m.in.: kajman okularowy, kajman karłowaty, żararaka lancetowata, groźnica niema.